# 1888 Zu Chong-Zhi
Az 1888 Zu Chong-Zhi (ideiglenes jelöléssel 1964 VO1) a Naprendszer kisbolygóövében található aszteroida. Bíbor-hegyi Obszervatórium fedezte fel 1964. november 9-én.